# (3691) Bede
(3691) Bede ist ein Asteroid vom Amor-Typ, der am 29. März 1982 von Luis E. González entdeckt wurde.
Die Benennung des Asteroiden erfolgte zu Ehren der 100-Jahr-Feier der St. Bede’s Grammar School in Bradford, West Yorkshire im Rahmen eines Wettbewerbs der BBC auf Vorschlag von B. Hafferty.